# ТЕС Чандпур (Desh Energy)
23°13′28″ пн. ш. 90°40′23″ сх. д. / 23.22444° пн. ш. 90.67306° сх. д.
ТЕС Чандпур (Desh Energy) – електростанція, споруджена компанією Desh Energy за півсотні кілометрів на південний схід від Дакки.
В 21 столітті на тлі стрімко зростаючого попиту у Бангладеш почався розвиток генеруючих потужностей на основі двигунів внутрішнього згоряння, які могли бути швидко змонтовані. Зокрема, в 2018-му у Чандпурі почала роботу електростанція компанії Desh Energy. Вона має 12 генераторних установок Wärtsilä 18V50DF потужністю по 18,5 МВт. Відпрацьовані ними гази потрапляють у 12 котлів-утилізаторів продуктивністю по 6,2 тони пари на годину, від яких живляться дві невеликі парові турбіни. За договором із державною електроенергетичною корпорацією Bangladesh Power Development Board майданчик Confidence Power має гарантувати поставку 200 МВт електроенергії.
Як паливо станція використовує нафтопродукти.
Видача продукції відбувається по ЛЕП, розрахованій на роботу під напругою 132 кВ.
Можливо відзначити, що в цьому ж районі вже діють ТЕС Чандпур державної компанії BPDB та споруджується ТЕС Чангпур компанії Doreen Power.